# Barrage (film, 2017)
Pour les articles homonymes, voir Barrage (homonymie).
Pour plus de détails, voir Fiche technique et Distribution.
Barrage est un drame luxembourgeois de Laura Schroeder, sorti en 2017.

## Synopsis
Pas assez mûre pour s'occuper de son bébé, Catherine avait confié celui-ci à sa mère Élisabeth. Dix ans plus tard, la jeune femme désormais trentenaire veut assumer ses responsabilités et jouer son rôle de mère. Elle retourne au Luxembourg pour tenter de renouer avec sa fille prénommée Alba. Celle-ci se méfie d'elle et se montre très froide. Élisabeth, si elle n'est pas très enthousiaste face au retour de sa fille, accepte que Catherine passe quelques heures avec elle. Alba se blesse et Catherine craint la réaction de sa mère. 
Face à l'hostilité de sa mère et désirant nouer de véritables liens avec sa fille qu'elle n'a pas vue grandir, Catherine décide d'enlever Alba et trouve refuge au chalet familial au bord du lac de la Haute-Sûre. Tout ce qu'elle désire c'est s'offrir du temps avec sa fille.

## Fiche technique
- Titre : Barrage
- Réalisation : Laura Schroeder
- Scénario : Laura Schroeder et Marie Nimier
- Montage : Damien Keyeux
- Costumes : Uli Simon
- Son : Pascal Jasmes, Marc Bastien, Loïc Collignon
- Producteur : Pol Cruchten, Sébastien Delloye, Jeanne Geiben, Sebastian Schelenz
- Distribution : Alfama Films
- Musique :
- Genre : Film dramatique
- Durée : 110 minutes
- Date de sortie  : 
  - France : 19 juillet 2017

## Distribution
- Lolita Chammah : Catherine
- Thémis Pauwels : Alba
- Isabelle Huppert : Élisabeth
- Elsa Houben : Agathe
- Marja-Leena Junker : Babette
- Charles Müller : Robert
- Luc Schiltz : Pol